# Anyphaena linzhi
Espèce
Anyphaena linzhi est une espèce d'araignées aranéomorphes de la famille des Anyphaenidae.

## Distribution
Cette espèce est endémique du Tibet en Chine,. Elle se rencontre dans le xian de Bomi.

## Description
Le mâle holotype mesure 6,52 mm et la femelle paratype 8,41 mm.

## Systématique et taxinomie
Cette espèce a été décrite par Wang et Mi en 2024.

## Étymologie
Son nom d'espèce lui a été donné en référence au lieu de sa découverte, Linzhi.

## Publication originale
- Li, Wang, Mi & Wang, 2024 : « Four new species of Anyphaena Sundevall, 1833 from Xizang, China (Araneae, Anyphaenidae). » ZooKeys, vol. 1196, p. 1-14 (texte intégral).